# 海林站
海林站，位于中华人民共和国黑龙江省牡丹江市海林市海林镇，是滨绥铁路上的火车站，建于1903年，由哈尔滨局集团管辖。

## 外部連結
- 中国铁路客户服务中心 （页面存档备份，存于）